# Bratoszewice

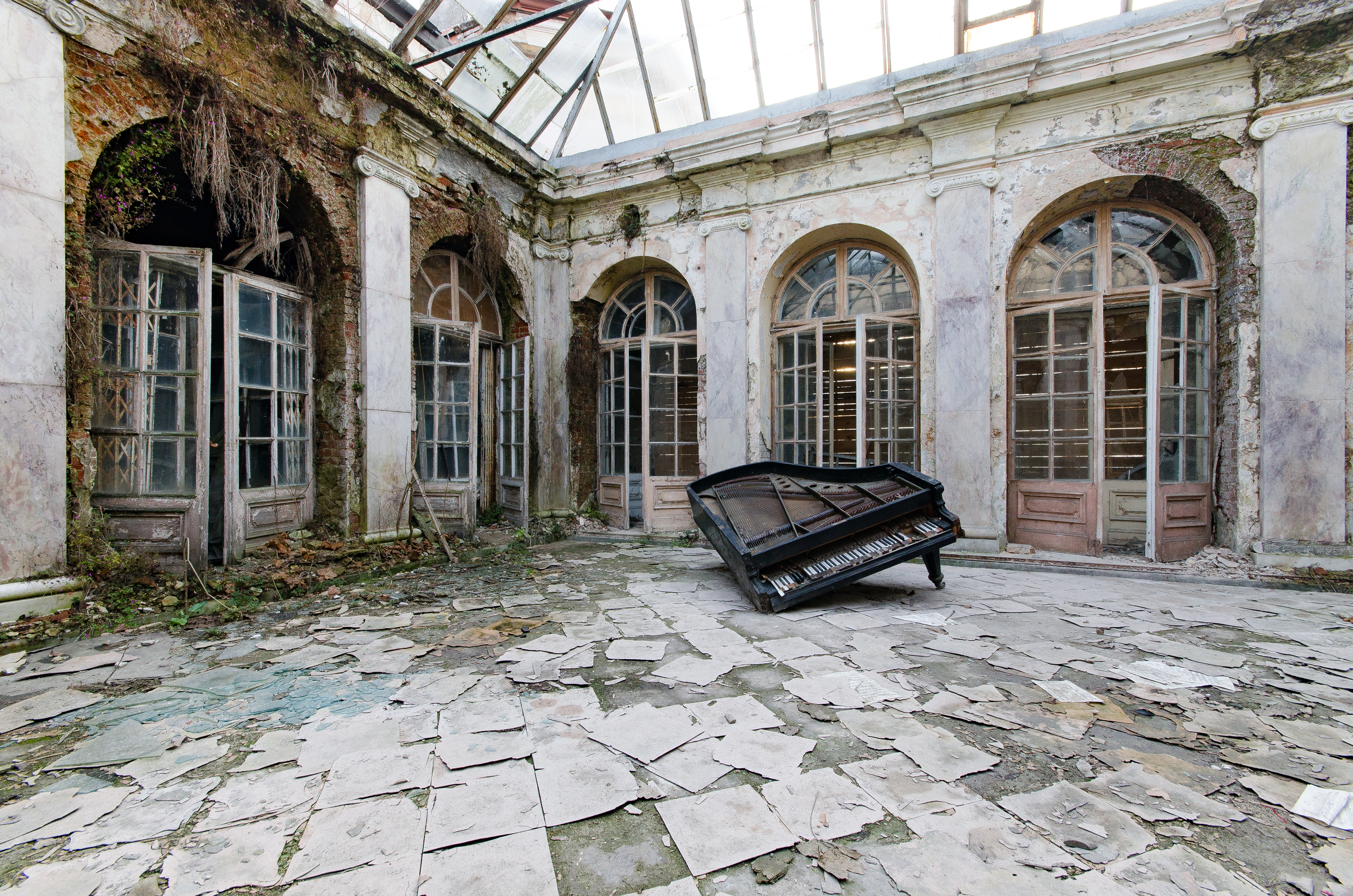
Un piano cassé dans le palace en ruine de Bratoszewice. Décembre 2015.

Bratoszewice est une localité polonaise de la gmina de Stryków, située dans le powiat de Zgierz en voïvodie de Łódź.